# 舒春
舒春（1430年—？），字景熙，浙江紹興府餘姚縣人，武功中衛軍籍。明朝政治人物。進士出身。

## 生平
順天府鄉試第一百十三名。成化五年（1469年）乙丑科會試第二百三十九名，殿試登進士第二甲第六名。

## 家族
曾祖舒惠貳。祖父舒志。父亲舒道輝。